# Ilhas Auckland
As  Ilhas Auckland (ou, na sua forma portuguesa, Auclanda) ou Motu Maha (50° 42′ S, 166° 05′ L) formam um arquipélago, em que se incluem as seguintes ilhas: Ilha Auckland, Ilha Adams, Ilha Enderby, Ilha Disapointment, Ilha Ewing, Ilha Dundas e Ilha Green. Estão a 465 km do porto sul da Ilha Bluff, entre as latitudes 50° 30' e 50° 55' S e longitudes 165° 50' e 166° 20' E. As ilhas não têm população humana.

## Geografia

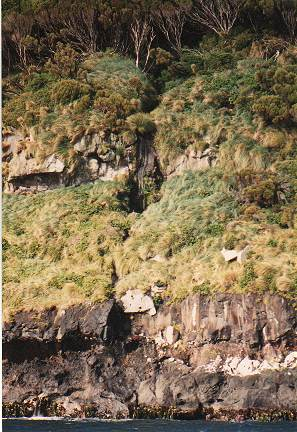
Costa sul da ilha principal

A ilha principal (Ilha Auckland), tem uma superfície aproximada de 510 km², e um comprimento de 42 km. Seu terreno é notavelmente acidentado e de escarpas íngremes, alcançando nas áreas mais elevadas os 600 m. Os picos mais proeminentes incluem o Pico Cavern (650 m), Monte Raynal (635 m), Monte D'Urville (630 m), Monte Easton (610 m) e o Tower of Babel (550 m).
O extremo sul da ilha atinge uma largura de 26 km. Neste ponto, um canal estreito conhecido como Carnley Harbour (em alguns mapas: o Estreito Adams) separa a ilha principal a partir de da Ilha Adams (área de 100 km²), que é ainda mais montanhosa, atingindo uma altitude de 705 metros no Monte Dick. O canal é o que restou da cratera de um vulcão extinto.
O grupo inclui inúmeras outras pequenas ilhas, notadamente a Ilha Disapointment (10 km a noroeste da ilha principal) e a Ilha Enderby (1 km ao largo da ponta norte da ilha principal), cada uma com menos de 5 km².
Em termos geológicos, a maior parte das ilhas originou vulcanicamente, com o arquipélago dominado por dois vulcões do mioceno de 12 anos de idade, que foram erodidos. Estes repousam sobre rochas vulcânicas mais antigas datadas de 15 a 25 milhões de anos com granitos e rochas sedimentares de cerca de 100 milhões de anos atrás.

## História

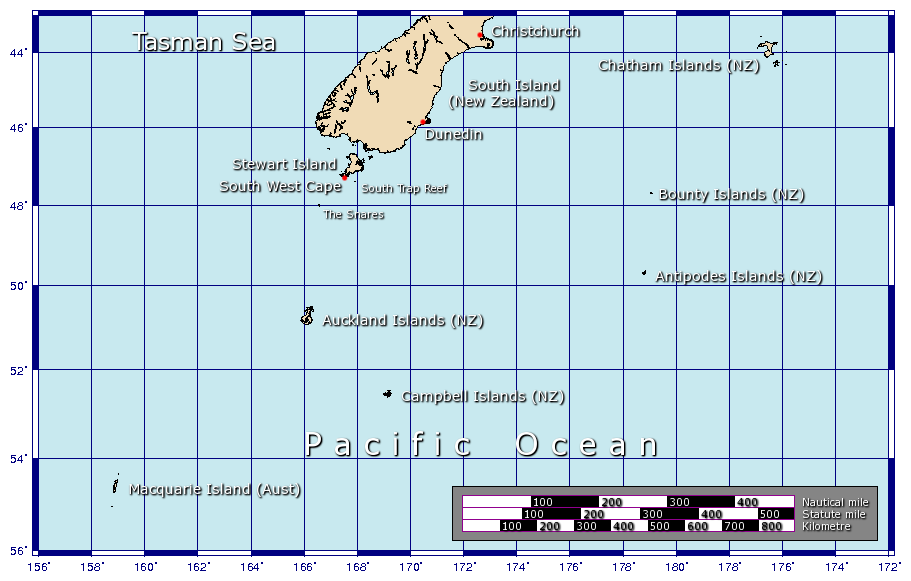
Mapa da costa sul da Nova Zelândia.

### Descoberta e explorações iniciais
Há alguns elementos que comprovam que foram os polinésios que primeiro descobriram as Ilhas Auckland. Vestígios de ocupação polinésia, possivelmente datando de século XIII, foram encontrados por arqueólogos na Ilha Enderby. 